# Jordbærbjerg
Jordbærbjerg (dansk) eller Erdbeerenberg (tysk) er navnet på en bakke og en gade i det vestlige Frederiksberg (også Kratbjerg) i Slesvig by. Bakken er beliggende vest for Frederiksbergs centrum, sydvest for Gottorp Slot og nord for Bustrupdam. Lidt syd for Jordbærbjerget ved Bustrup ligger Risbjerget. 
Bakken har fået navnet efter de mange bær, som voksede her. Frem til 1853 fandtes her også en planteskole. Bakken var i 1900-tallet et et yndet punkt for malerne, som opfangede herfra Slesvigs bybillede. I 1900-tallet blev højen efterhånden bebygget med både etageboliger og parcelhuse. Blandt andet findes her nu den danske Gottorp-Skole.